# Avenida Tacna (Piura)
La avenida Tacna es una avenida ubicada en la ciudad de Piura. Se extiende de norte a sur en el distrito de Castilla.

## Recorrido
La avenida comienza en el cruce con la avenida Ramón Castilla, al margen derecho del río Piura. Posteriormente, cruza las avenidas Junín, Bolognesi y Jorge Chávez. Finalmente, después de 5 cuadras la avenida termina en el cruce con la avenida Sánchez Carrión, en Los Monteros.